# Rolls-Royce Motor Cars

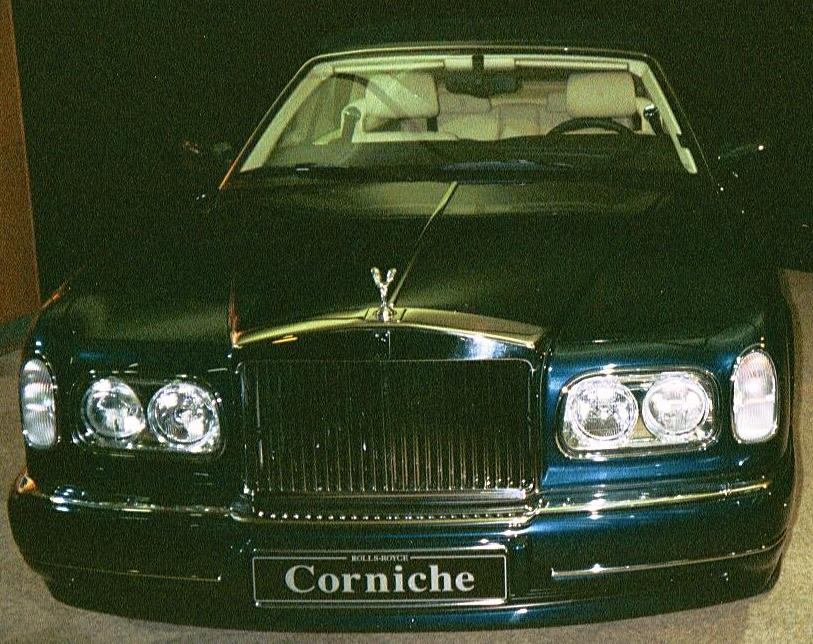
Rolls-Royce Corniche 2000

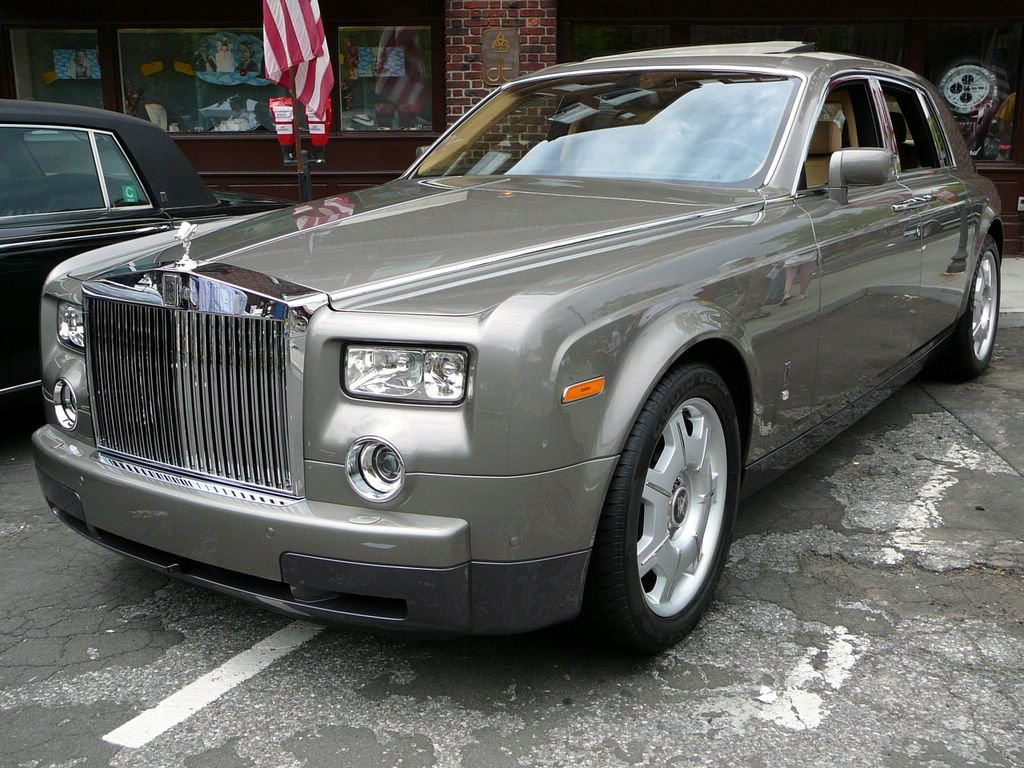
Rolls-Royce Phantom 2003

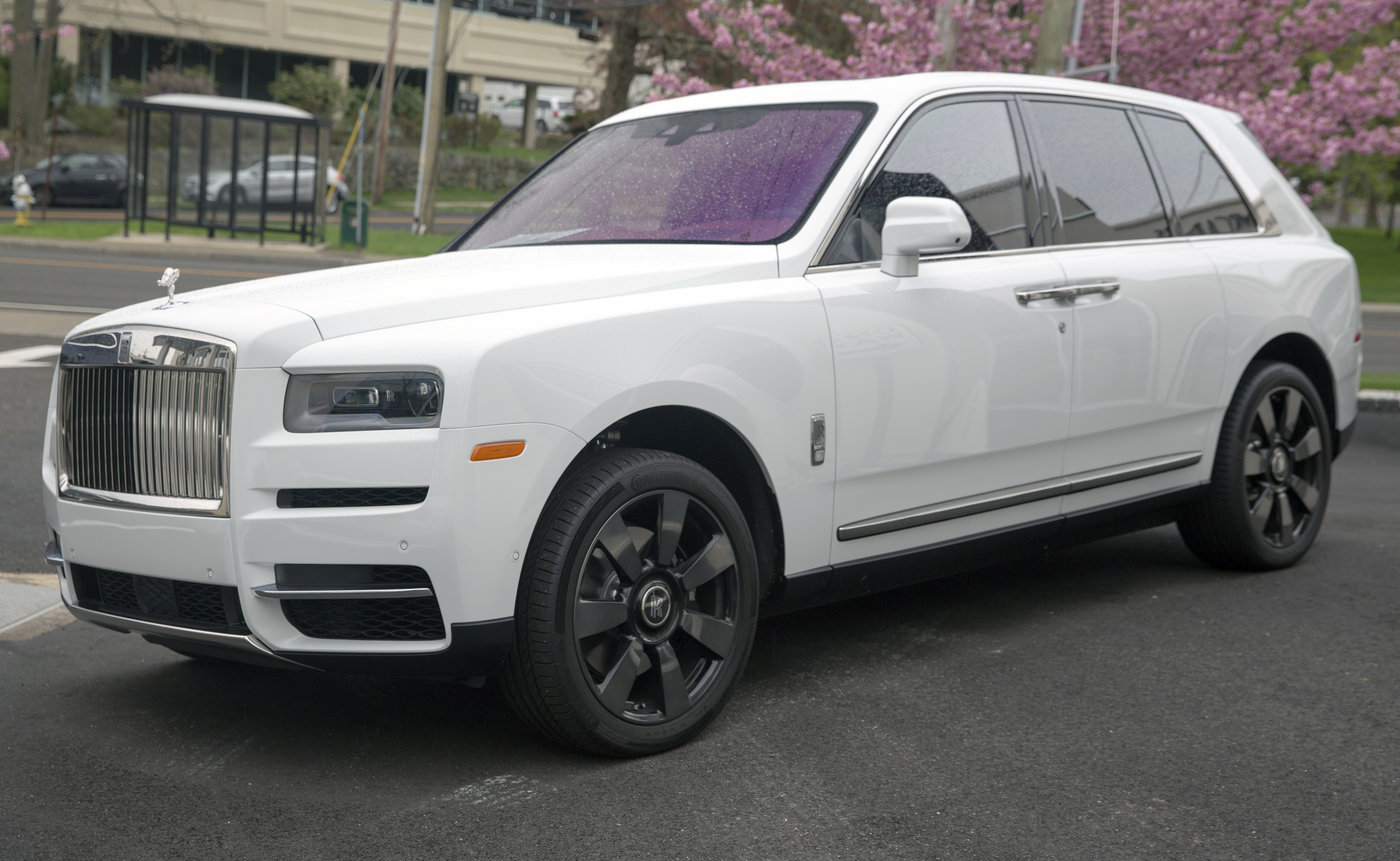
Rolls-Royce Cullinan

Rolls-Royce Motor Cars is een Engels autofabrikant en tegenwoordig dochtermaatschappij van het Duitse autoconcern BMW die verantwoordelijk is voor de productie van automerk Rolls-Royce. De productie van de Rolls-Royce Phantom 2003 begon in 2003, die van de Rolls‑Royce Ghost in 2010.

## Geschiedenis
Nadat BMW met Volkswagen AG een deal had bereikt mocht BMW vanaf 1 januari 2003 Rolls-Royces bouwen. Daarvoor werd een nieuwe fabriek gebouwd, de Goodwood Plant, in Westhampnett (West Sussex). Volkswagen bezat de vroegere Rolls-Royce fabriek in Crewe en wijdde die aan de productie van voormalig zustermerk Bentley. De productie van de Rolls-Royce Corniche 2000, onder Volkswagen, werd in 2002 beëindigd.

## Modellen
De Phantom was het eerste model van het merk onder BMW. Deze auto heeft een motor van BMW en de meeste onderdelen worden in Duitsland gemaakt, maar de assemblage gebeurde in de Goodwood Plant. De basisprijs van de auto lag op £250.000. Hiervan was er ook een coupéuitvoering: in 2008 werd de Phantom Drophead Coupé onthuld. Het was een cabriolet met naar achteren scharnierende deuren en koplampen met leds. Beide versies bleven tot 2016 in het gamma.
In maart 2009 kwam Rolls-Royce op het Autosalon van Genève met het 200EX-concept, de 'kleinere' uitvoering van de Phantom. Rolls-Royce bracht het model in 2010 op de markt onder de naam Ghost. In deze familie sinds 2013 een GT coupé met de naam Rolls-Royce Wraith, een moderne versie van de naamgenoot uit 1938, die in sedanuitvoering en ook als coupé verkrijgbaar is.
In 2015 kwam er een cabriolet, de Rolls-Royce Dawn. Medio 2017 werd de achtste generatie Phantom geïntroduceerd. De eerste sports utility vehicle volgde in 2018, de Rolls-Royce Cullinan.

### Productie en verkopen
| Jaar | Productie | Afleveringen |
| ---- | --------- | ------------ |
| 2002 | -         | -            |
| 2003 | 502       | 300          |
| 2004 | 875       | 792          |
| 2005 | 692       | 796          |
| 2006 | 847       | 805          |
| 2007 | 1029      | 1010         |
| 2008 | 1417      | 1212         |
| 2009 | 918       | 1002         |
| 2010 | 3221      | 2711         |
| 2011 | 3725      | 3538         |
| 2012 | 3279      | 3575         |
| 2013 | 3354      | 3630         |
| 2014 | 4495      | 4063         |
| 2015 | 3848      | 3785         |
| 2016 | 4179      | 4011         |
| 2017 | 3308      | 3438         |
| 2018 | 4353      | 4194         |
| 2019 | 5455      | 5100         |
| 2020 | 3776      | 3756         |
| 2021 | 5912      | 5586         |
| 2022 | 6239      | 6021         |